# Wahlen zum Senat der Vereinigten Staaten 1944
Am 7. November 1944 wurde in den Vereinigten Staaten ein Drittel der Mitglieder des US-Senats gewählt. Die Wahlen waren Teil der allgemeinen Wahlen zum 79. Kongress der Vereinigten Staaten in jenem Jahr, bei denen auch alle Abgeordneten des Repräsentantenhauses gewählt wurden. Gleichzeitig fand auch die Präsidentschaftswahl des Jahres 1944 statt, die zum vierten Mal in Folge der Demokrat Franklin D. Roosevelt gewann.
Seit der Verabschiedung des 17. Zusatzartikel zur Verfassung der Vereinigten Staaten im Jahr 1913 werden alle US-Senatoren in ihrem jeweiligen Bundesstaat direkt vom Volk ihres Staates gewählt. Dabei stellt jeder Bundesstaat 2 Senatoren. Nach der Verfassung der Vereinigten Staaten werden US-Senatoren auf sechs Jahre gewählt. Allerdings werden nie alle Senatsmitglieder gleichzeitig gewählt. Die Wahlen folgen einem Schema, wonach alle zwei Jahre ein Drittel der Senatoren zeitgleich mit den Wahlen zum US-Repräsentantenhaus gewählt werden. Zu diesem Zweck ist der Senat in drei Klassen eingeteilt, die das Wahljahr der Senatoren bestimmen. Im Jahr 1944 standen die Senatoren der Klasse III zur Wahl. Zu diesem Zeitpunkt bestanden die Vereinigten Staaten aus 48 Bundesstaaten. Daraus ergibt sich die Zahl von insgesamt 96 Senatoren, von denen 37 zur Wahl standen. Die Demokraten mussten ein Mandat an die Republikaner abtreten, behielten aber eine deutliche absolute Senatsmehrheit. Überschattet waren auch diese Wahlen, wie bereits die Wahlen des Jahres 1942, von den Ereignissen des Zweiten Weltkriegs.

## Senatszusammensetzung nach der Wahl
- Demokratische Partei: 57 (58)[1]
- Republikanische Partei: 38 (37)
- Progressive Party: 1 (1)

Gesamt: 96
In Klammern sind die Ergebnisse der letzten Wahlen vom 3. November 1942. Veränderungen im Verlauf der Legislaturperiode, die nicht die Wahlen an sich betreffen, sind bei diesen Zahlen nicht berücksichtigt. Werden aber im Artikel über den 79. Kongress im Abschnitt über die Mitglieder des Senats bei den entsprechenden Namen der Senatoren vermerkt.
Zu Veränderungen nach der Wahl siehe auch Liste der Mitglieder des Senats im 79. Kongress der Vereinigten Staaten.